# Cilieni
Cilieni là một xã thuộc hạt Olt, România. Dân số thời điểm năm 2002 là 3627 người.